# Ryan Johansson
Ryan Johansson, född 15 februari 2001, är en svensk-luxemburgsk-irländsk fotbollsspelare som spelar för Fortuna Sittard, på lån från Sevilla Atlético. Han har representerat Luxemburgs U21-herrlandslag i fotboll samt även gjort landskamper för Irland och Sverige på ungdomsnivå.

## Klubbkarriär
I augusti 2019 debuterade han i Bayern Münchens A-lag när han spelade från start i en försäsongsmatch mot Tottenham. 
Den 22 januari 2020 värvades Johansson av spanska Sevilla, där han skrev på ett kontrakt fram till juni 2026. Den 13 augusti 2021 lånades han ut till nederländska Fortuna Sittard på ett säsongslån.

## Landslagskarriär
Johansson har irländsk mamma och svensk pappa men växte upp i Luxemburg. I januari 2020 valde han att representera Sverige på landslagsnivå. I maj 2021 meddelade Johansson att han valt att representera Irland på landslagsnivå.